# Mike Bradley (Leichtathlet)
Mike Bradley (* 27. Februar 1961) ist ein ehemaliger US-amerikanischer Sprinter, der sich auf den 400-Meter-Lauf spezialisiert hatte.
1983 siegte er bei den Panamerikanischen Spielen in Caracas in der 4-mal-400-Meter-Staffel.
Seine persönliche Bestzeit von 45,79 s stellte er am 22. Mai 1983 in Austin auf. 	
| Personendaten    | Personendaten              |
| ---------------- | -------------------------- |
| NAME             | Bradley, Mike              |
| KURZBESCHREIBUNG | US-amerikanischer Sprinter |
| GEBURTSDATUM     | 27. Februar 1961           |